# Strangled Harmony

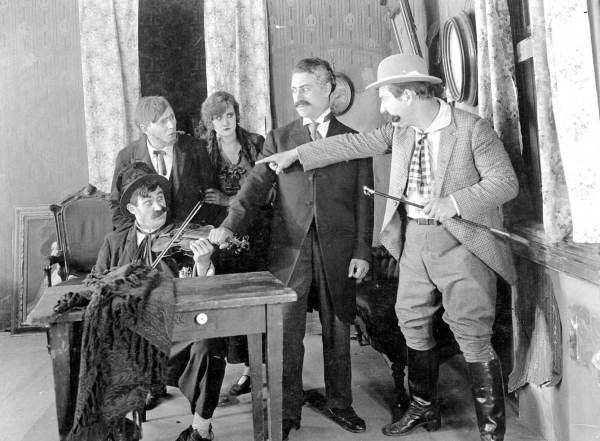
Cena do filme "Strangled Harmony".

Strangled Harmony é um curta-metragem de comédia mudo norte-americano, realizado em 1915, com o ator cômico Oliver Hardy.

## Elenco
- Bobby Burns - Pokes
- Walter Stull - Jabbs
- Billy Ruge - Runt
- Ethel Marie Burton - Ethel (como Ethel Burton)
- Oliver Hardy - (como Babe Hardy)
- Frank Hanson
- Edna Reynolds